# Hollywood Whore
«Hollywood Whore» es el primer sencillo del álbum Metamorphosis del grupo de rock Papa Roach. Fue lanzado primero como videoclip, el 26 de octubre de 2008, estando disponible para ser descargado desde el sitio oficial de la banda, y en el 28 de octubre de 2008, llegó a estar disponible un CD de edición limitada y en formato digital en iTunes. A pesar de esto, nunca fue lanzado oficialmente en la radio. La canción habla sobre la fama de una diva de Hollywood y sus consecuencias.

## Lista de canciones
| Single |                                   |          |  |
| N.º    | Título                            | Duración |  |
| 1.     | «Hollywood W***e» (Versión álbum) | 3:57     |  |

| EP  |                                                          |          |  |
| N.º | Título                                                   | Duración |  |
| 1.  | «Hollywood Whore» (Versión álbum)                        | 3:57     |  |
| 2.  | «Getting Away With Murder» (Live & Murderous In Chicago) | 4:04     |  |
| 3.  | «Scars» (Live & Murderous In Chicago)                    | 3:38     |  |
| 4.  | «...To Be Loved» (Video)                                 |          |  |
| 5.  | «Forever» (Video)                                        |          |  |

## Charts
| Chart (2007)                          | Peak Position |
| ------------------------------------- | ------------- |
| U.S. Billboard Mainstream Rock Tracks | 37            |
| U.K. Singles Chart                    | 139           |

## Personal
- Jacoby Shaddix – Vocalista
- Jerry Horton – Guitarra principal, coros
- Tobin Esperance – Bajo, coros
- Tony Palermo – Batería, coros

## Recepción
El crítico Jordan Richardson, calificó muy bien esta canción y el disco Metamorphosis en general. El crítico Dan Marsicano también habla favorablemente de la canción en su revisión del álbum, al indicar que "después de un corto instrumental, 'Change or Die', golpea los altavoces con un fuerte sonido rock. 'Hollywood Whore' continúa este ímpetu ascendente con una melodía feroz y con un lenguaje muy propio de Jacoby Shaddix." Nick Howes habla del parecido entre el sonido del disco y el del grupo Mötley Crüe diciendo que "invoca las memorias del Motley Crue clásico" en el diario Halesowen News.